# Ceratomia
Ceratomia este un gen de molii din familia Sphingidae.

## Taxonomie
Printre cele mai cunoscute specii se numără:
- Ceratomia amyntor - (Geyer 1835)
- Ceratomia catalpae - (Boisduval 1875)[2]
- Ceratomia hageni - Grote 1874[3]
- Ceratomia hoffmanni - Mooser 1942
- Ceratomia igualana - Schaus, 1932
- Ceratomia sonorensis - Hodges 1971[4]
- Ceratomia undulosa - (Walker 1856)[5]

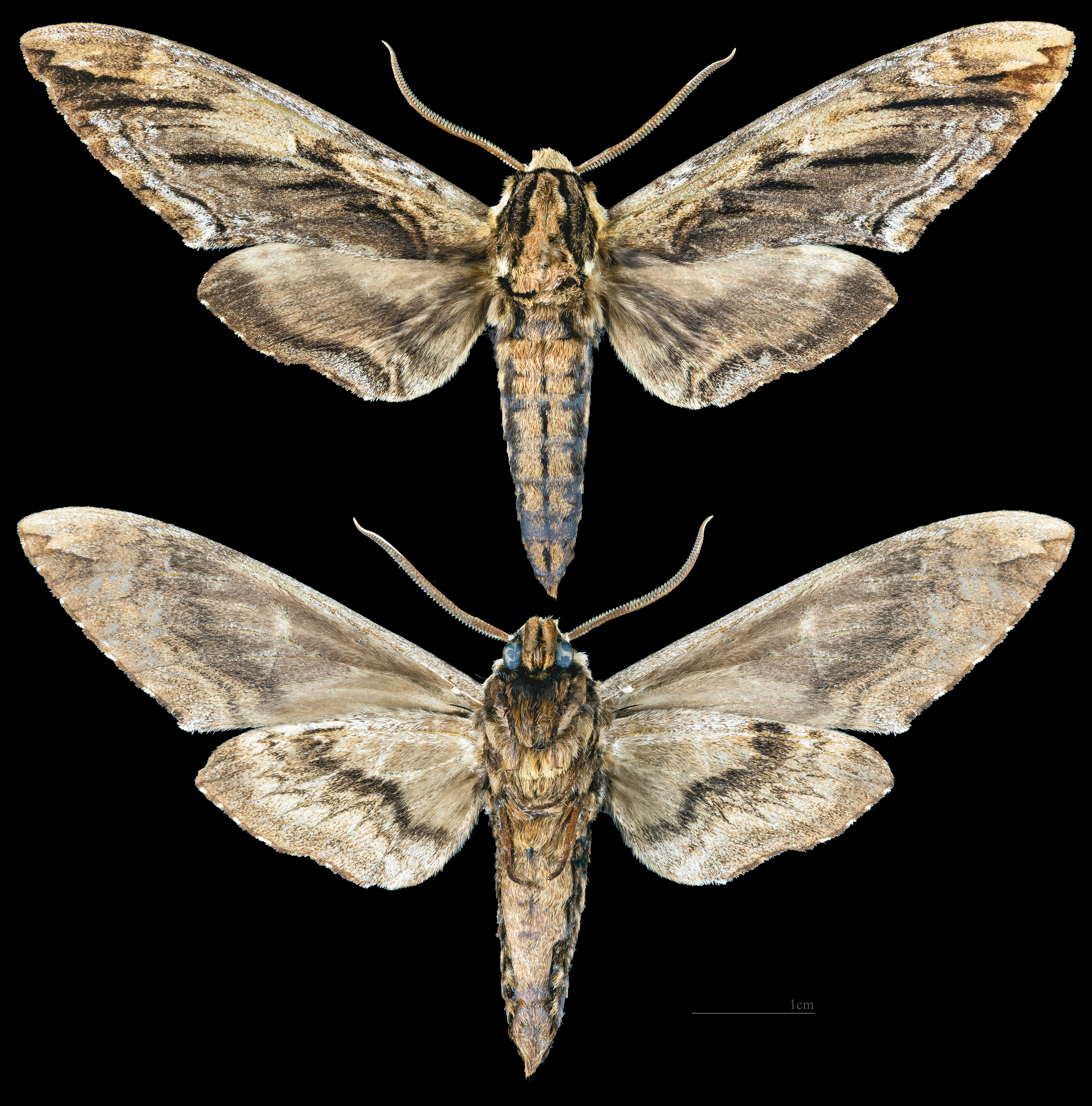
Ceratomia amyntor
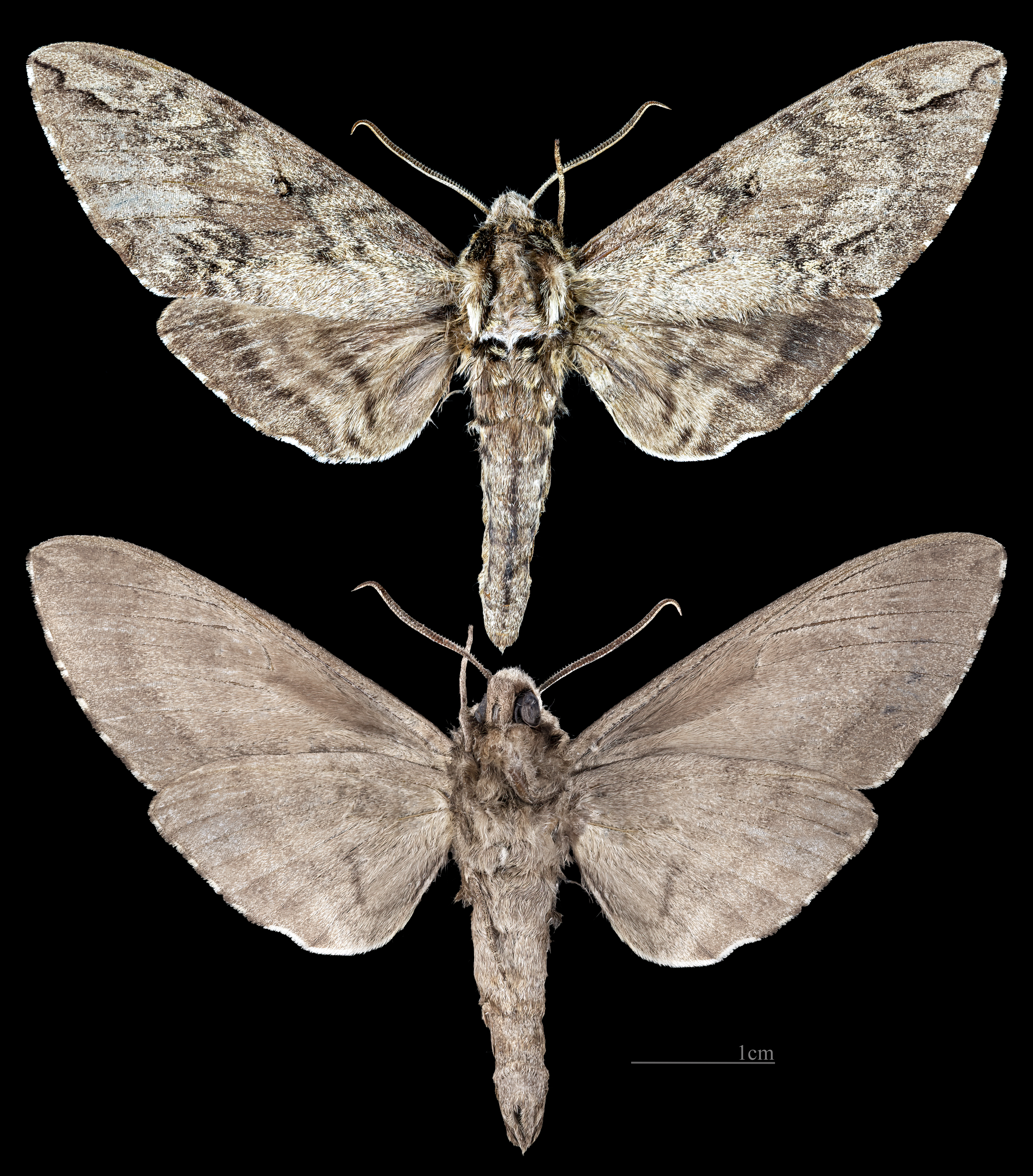
Ceratomia catalpae
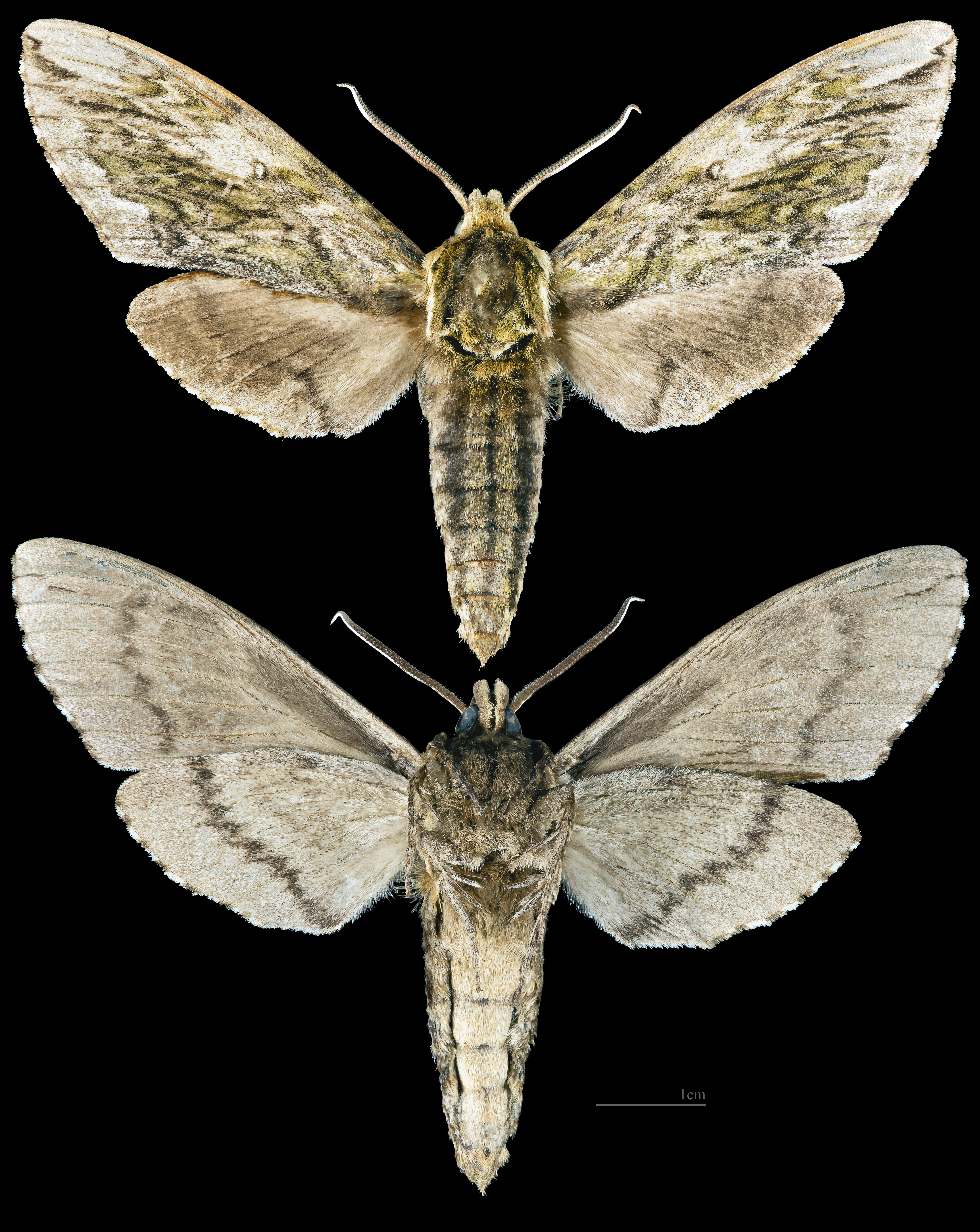
Ceratomia hageni
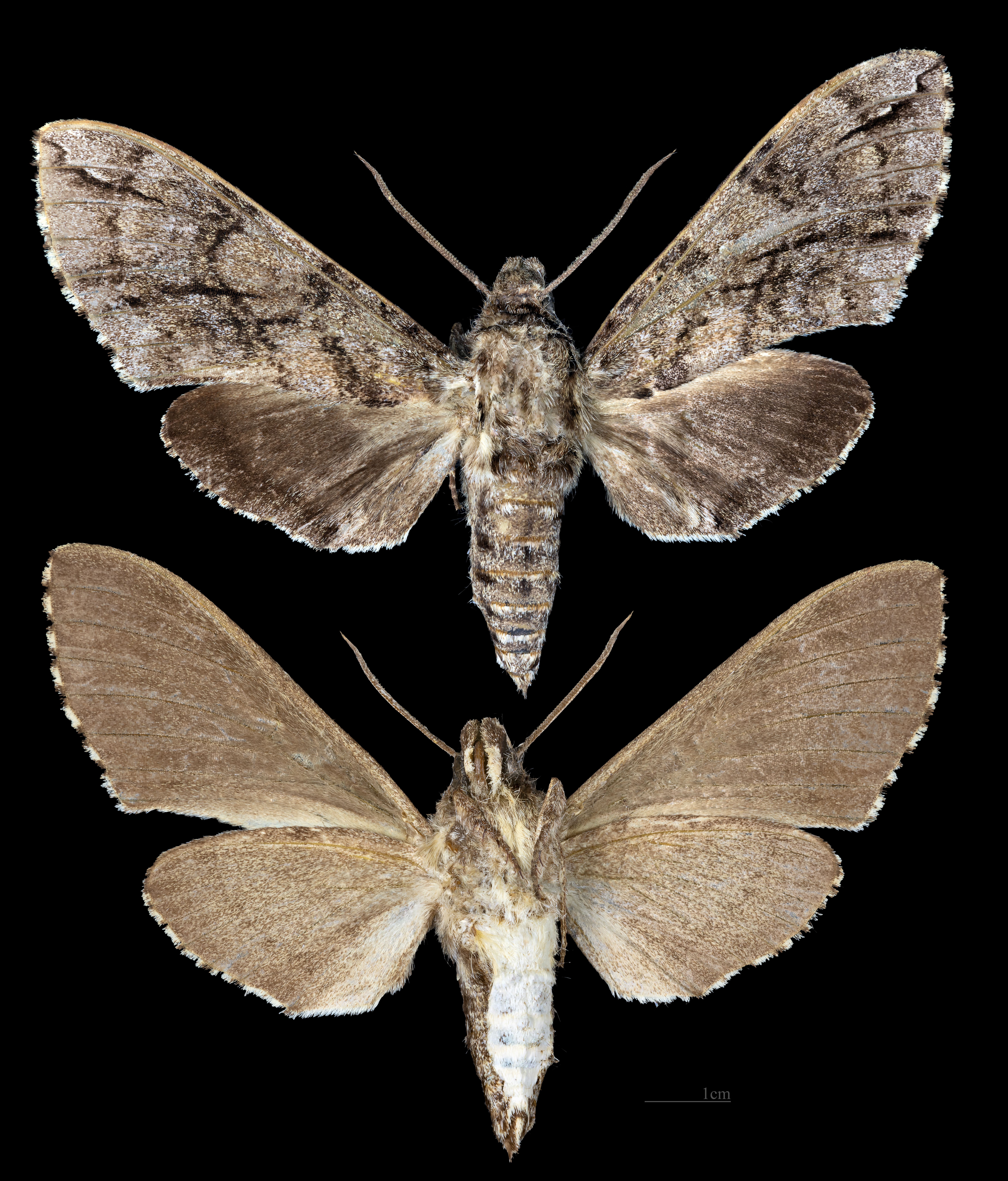
Ceratomia igualana
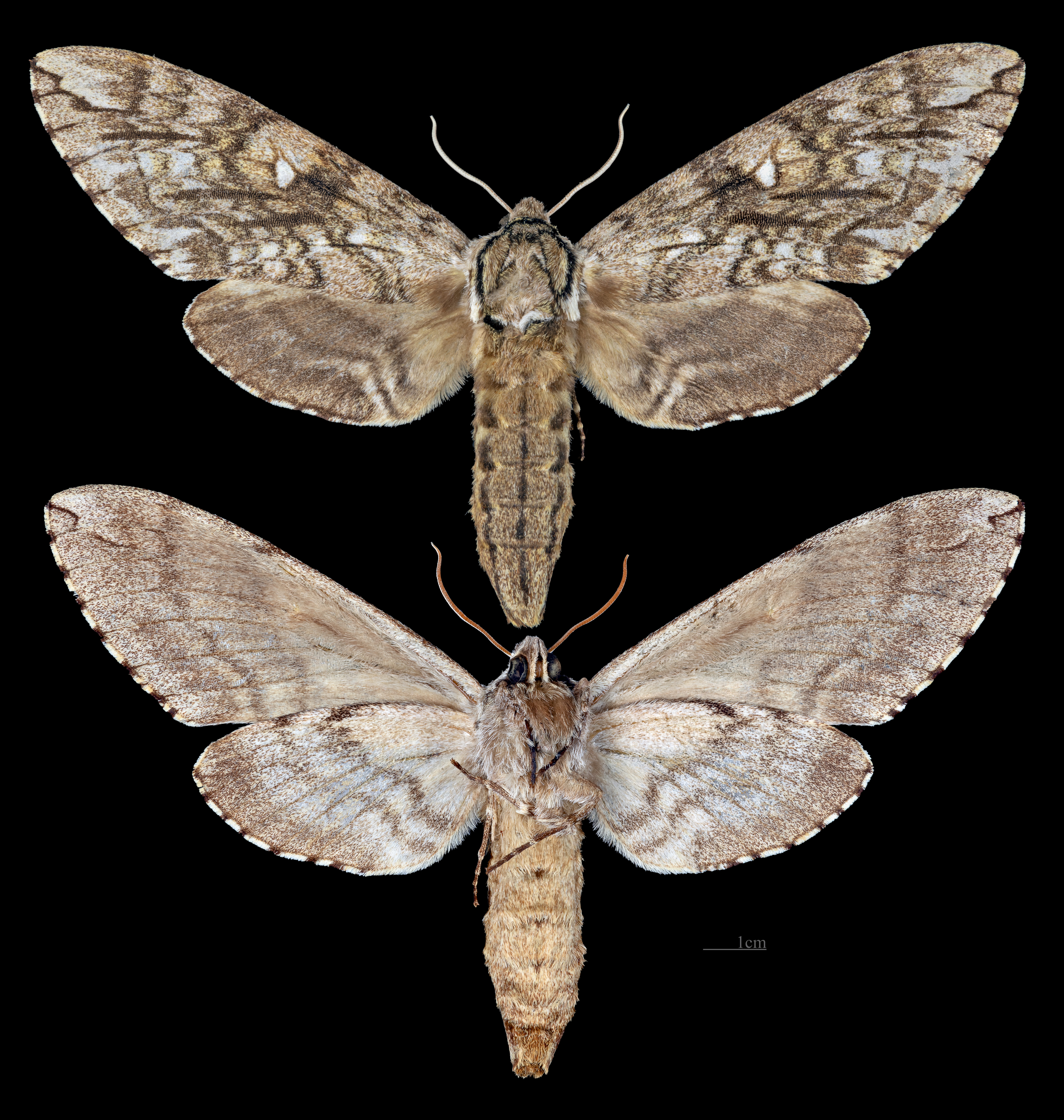
Ceratomia undulosa
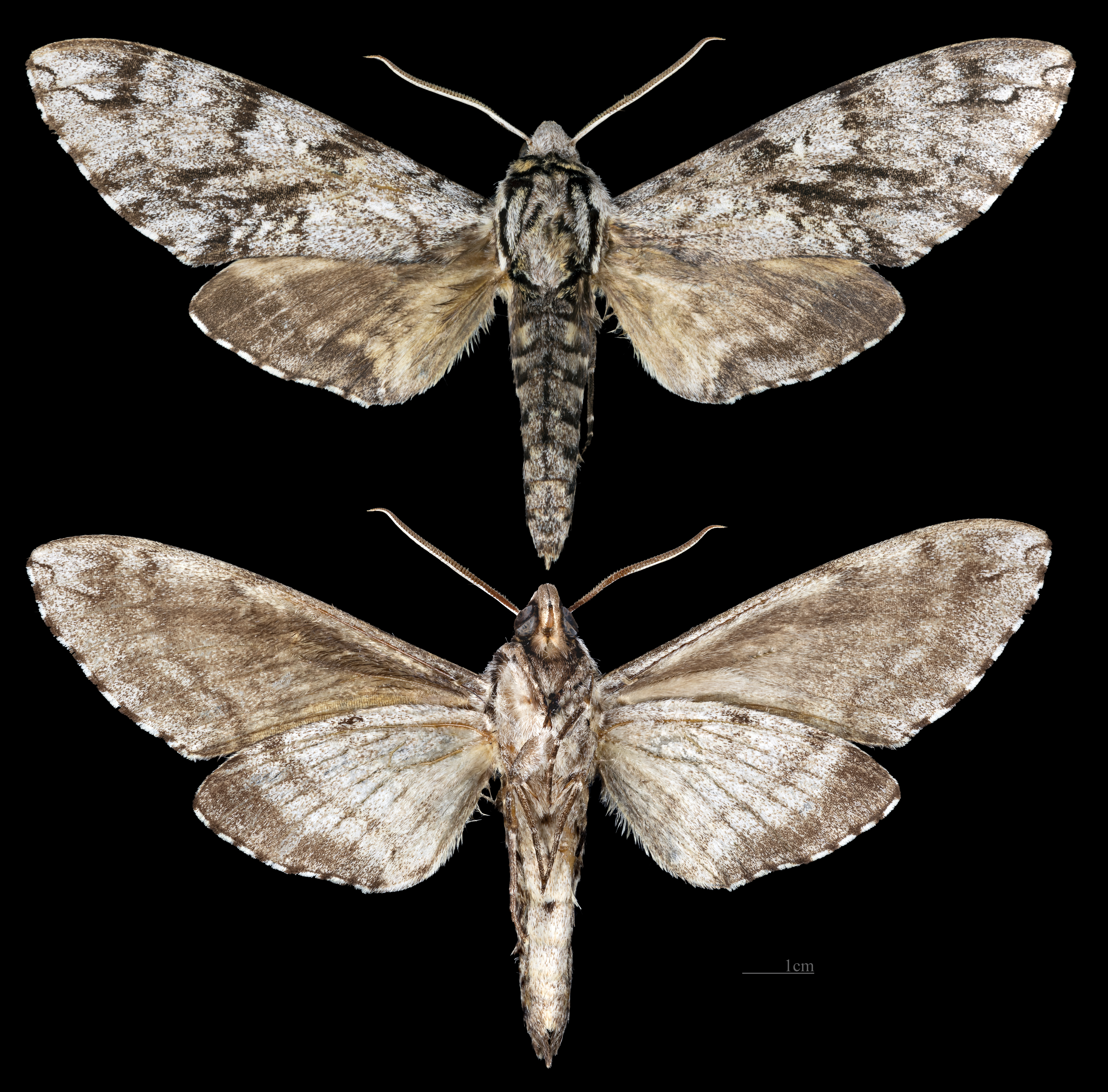
Ceratomia sonorensis